# 2010–2011-es szlovák labdarúgó-bajnokság (első osztály)
A 2010–2011-es Corgoň Liga a szlovák labdarúgó-bajnokság legmagasabb szintű versenyének 19. alkalommal megrendezett bajnoki éve volt. A pontvadászat 12 csapat részvételével 2010. július 17-én kezdődött és 2011. május 25-én ért véget.
A bajnokságot a Slovan Bratislava nyerte az ezüstérmes FK Senica, és a címvédő bronzérmes MŠK Žilina együttese előtt. Az élvonaltól az MFK Dubnica búcsúzott, helyét az AS Trenčín foglalta el.
A gólkirályi címet a bajnokcsapat csatára, Filip Šebo szerezte meg 22 találattal, akit később az Év Játékosá-nak járó díjjal is megjutalmaztak.

## A bajnokság rendszere
A pontvadászat 12 csapat részvételével őszi-tavaszi lebonyolításban zajlott, mely során a csapatok körmérkőzéses rendszerben mérkőztek meg egymással. Minden csapat minden csapattal háromszor játszott, egyszer pályaválasztóként, egyszer vendégként, majd a 22. fordulót követően a 2009–10-es bajnoki helyezésnek megfelelően még egyszer pályaválasztóként vagy vendégként.
A bajnokság végső sorrendjét a 33 bajnoki forduló mérkőzéseinek eredményei határozták meg a szerzett összpontszám alapján kialakított rangsor szerint. A mérkőzések győztes csapatai 3 pontot, döntetlen esetén mindkét csapat 1-1 pontot kapott. Vereség esetén nem járt pont. A bajnokság első helyezett csapata a legtöbb összpontszámot szerzett egyesület, míg az utolsó helyezett csapat a legkevesebb összpontszámot szerzett egyesület volt.
Azonos összpontszám esetén a bajnoki sorrendet az alábbi szempontok alapján határozták meg:
1. a bajnoki mérkőzések gólkülönbsége
2. a bajnoki mérkőzéseken szerzett gólok száma

A bajnokság győztese lett a 2010–11-es szlovák bajnok, a 12. helyezett csapat pedig kiesett a másodosztályba.

## Változások a 2009–10-es szezonhoz képest
Feljutott az élvonalba
- ViOn Zlaté Moravce

Kiesett a másodosztályba
- Petržalka 1898

## Részt vevő csapatok
| Csapat                | Székhely       | Stadion                      | 2009–10     |
| --------------------- | -------------- | ---------------------------- | ----------- |
| DAC Dunajská Streda   | Dunaszerdahely | DAC Stadion                  | 10.         |
| MFK Dubnica           | Máriatölgyes   | Mestský štadión              | 9.          |
| Dukla Banská Bystrica | Besztercebánya | Štadión SNP                  | 3.          |
| MFK Košice            | Kassa          | Štadión Lokomotívy v Čermeli | 11.         |
| FC Nitra              | Nyitra         | Štadión pod Zoborom          | 4.          |
| MFK Ružomberok        | Rózsahegy      | Štadión MFK Ružomberok       | 5.          |
| FK Senica             | Szenice        | Štadión FK Senica            | 6.          |
| Slovan Bratislava     | Pozsony        | Štadión Pasienky             | 2.          |
| Spartak Trnava        | Nagyszombat    | Štadión Antona Malatinského  | 7.          |
| 1. FC Tatran Prešov   | Eperjes        | Štadión 1. FC Tatran Prešov  | 8.          |
| FC ViOn Zlaté Moravce | Aranyosmarót   | Štadión FC ViOn              | 1. (II. o.) |
| MŠK Žilina            | Zsolna         | Štadión pod Dubňom           | 1.          |

## Végeredmény
| #   | Csapat                       | M  | GY | D  | V  | G+ – G– | GK  | P                                                      | Megjegyzések                                   |
| --- | ---------------------------- | -- | -- | -- | -- | ------- | --- | ------------------------------------------------------ | ---------------------------------------------- |
| 1.  | Slovan BratislavaK (B) (KGY) | 33 | 20 | 8  | 5  | 63–22   | +41 | 68                                                     | 2011–2012-es Bajnokok Ligája – 2. selejtezőkör |
| 2.  | FK Senica                    | 33 | 18 | 7  | 8  | 54–30   | +24 | 61                                                     | 2011–2012-es Európa-liga – 3. selejtezőkör1    |
| 3.  | MŠK ŽilinaCV                 | 33 | 14 | 12 | 7  | 47–28   | +19 | 54                                                     | 2011–2012-es Európa-liga – 2. selejtezőkör1    |
| 4.  | Spartak Trnava               | 33 | 13 | 10 | 10 | 40–30   | +10 | 49                                                     | 2011–2012-es Európa-liga – 1. selejtezőkör1    |
| 5.  | Dukla Banská Bystrica        | 33 | 13 | 9  | 11 | 39–32   | +7  | 48 \|rowspan="7" style="background-color: #fafafa;" \| |                                                |
| 6.  | ViOn Zlaté MoravceÚ          | 33 | 12 | 10 | 11 | 35–31   | +4  | 46                                                     |                                                |
| 7.  | MFK Ružomberok               | 33 | 10 | 11 | 12 | 23–33   | −10 | 41                                                     |                                                |
| 8.  | FC Nitra                     | 33 | 11 | 7  | 15 | 30–51   | −21 | 40                                                     |                                                |
| 9.  | DAC Dunajská Streda          | 33 | 9  | 9  | 15 | 24–39   | −15 | 36                                                     |                                                |
| 10. | MFK Košice                   | 33 | 8  | 9  | 16 | 28–44   | −16 | 33                                                     |                                                |
| 11. | 1. FC Tatran Prešov          | 33 | 9  | 6  | 18 | 30–49   | −19 | 33                                                     |                                                |
| 12. | MFK Dubnica (K)              | 33 | 7  | 10 | 16 | 23–47   | −24 | 31                                                     | 1. SFL                                         |

Forrás: Szlovák Labdarúgó-szövetség (szlovákul) 
A rangsorolás alapszabályai: 1. összpontszám, 2. egymás elleni eredmények összpontszáma, 3. gólkülönbség, 4. szerzett gólok száma.
1Mivel az Bajnokok Ligája-induló bajnokcsapat, a Slovan Bratislava nyerte a 2010–2011-es szlovák kupát, a másik finalista MŠK Žilina bronzérmesként zárt, ezért az Európa-liga-indulást jelentő helyeket a bajnoki sorrend alapján osztották ki.
(B): Bajnokcsapat, (K): Kieső csapat, (F): Feljutó csapat, (I): Kupainduló, (R): A rájátszás győztese, (KGY): Kupagyőztes

## Eredmények

### Az 1–22. forduló eredményei
| Hazai \ Vendég1       | DAC | DUB | DBB | KOŠ | NIT | RUŽ | SEN | SLO | SPA | TPR | VZM | ŽIL |
| DAC Dunajská Streda   |     | 0–0 | 0–0 | 1–0 | 0–1 | 3–0 | 2–3 | 2–1 | 1–0 | 2–1 | 2–1 | 2–2 |
| MFK Dubnica           | 2–1 |     | 1–0 | 0–0 | 1–1 | 1–0 | 0–1 | 1–1 | 0–4 | 0–1 | 0–4 | 2–5 |
| Dukla Banská Bystrica | 2–0 | 1–0 |     | 4–1 | 2–0 | 1–0 | 1–0 | 0–0 | 1–2 | 3–0 | 0–0 | 1–2 |
| MFK Košice            | 1–0 | 1–0 | 1–1 |     | 3–0 | 0–1 | 2–1 | 1–2 | 0–2 | 4–0 | 0–1 | 0–4 |
| FC Nitra              | 0–1 | 3–2 | 0–2 | 1–1 |     | 1–2 | 0–5 | 1–0 | 1–0 | 1–0 | 1–1 | 0–2 |
| MFK Ružomberok        | 2–0 | 0–1 | 1–0 | 2–2 | 1–0 |     | 1–2 | 0–0 | 0–0 | 1–0 | 1–1 | 1–1 |
| FK Senica             | 1–1 | 1–0 | 3–0 | 1–0 | 2–0 | 4–0 |     | 3–2 | 1–2 | 1–1 | 0–1 | 2–1 |
| Slovan Bratislava     | 1–0 | 6–1 | 2–0 | 2–0 | 0–0 | 3–0 | 2–2 |     | 1–1 | 4–0 | 3–0 | 0–1 |
| Spartak Trnava        | 1–1 | 4–0 | 1–1 | 0–0 | 4–1 | 2–0 | 3–0 | 1–3 |     | 1–0 | 0–0 | 0–0 |
| 1. FC Tatran Prešov   | 1–0 | 1–1 | 2–1 | 1–1 | 1–2 | 1–1 | 0–1 | 2–1 | 0–0 |     | 1–0 | 2–0 |
| ViOn Zlaté Moravce    | 1–1 | 2–1 | 0–2 | 4–1 | 1–2 | 3–0 | 0–0 | 1–1 | 2–0 | 1–0 |     | 0–4 |
| MŠK Žilina            | 0–0 | 0–0 | 3–3 | 2–0 | 5–1 | 3–1 | 0–0 | 2–2 | 1–1 | 2–1 | 2–1 |     |

Forrás: Szlovák Labdarúgó-szövetség (szlovákul) 
1A hazai csapatok a bal oldali oszlopban szerepelnek.
Színek: Zöld = hazai győzelem; Sárga = döntetlen; Piros = vendéggyőzelem.
 

### 23–33. forduló eredményei
| Hazai \ Vendég1       | DAC | DUB | DBB | KOŠ | NIT | RUŽ | SEN | SLO | SPA | TPR | VZM | ŽIL |
| DAC Dunajská Streda   |     |     |     | 0–0 | 1–2 |     | 0–3 | 0–3 |     | 2–1 |     |     |
| MFK Dubnica           | 0–1 |     | 2–0 |     |     | 0–0 |     |     | 1–0 |     |     | 1–0 |
| Dukla Banská Bystrica | 2–0 |     |     |     | 0–1 |     | 3–2 |     |     | 3–2 | 1–1 | 0–0 |
| MFK Košice            |     | 1–1 | 2–1 |     |     | 0–2 |     |     | 1–3 |     |     | 1–0 |
| FC Nitra              |     | 1–1 |     | 1–0 |     | 0–2 |     | 0–1 | 3–2 |     | 0–0 |     |
| MFK Ružomberok        | 1–0 |     | 0–0 |     |     |     | 3–2 |     |     | 0–1 | 0–0 | 0–0 |
| FK Senica             |     | 0–0 |     | 1–1 | 3–2 |     |     | 1–2 | 4–0 |     | 2–0 |     |
| Slovan Bratislava     |     | 3–1 | 3–1 | 4–0 |     | 1–0 |     |     | 3–0 |     | 1–0 |     |
| Spartak Trnava        | 3–0 |     | 0–2 |     |     | 0–0 |     |     |     | 2–1 |     | 1–0 |
| 1. FC Tatran Prešov   |     | 2–1 |     | 0–3 | 3–3 |     | 0–1 | 0–2 |     |     |     |     |
| ViOn Zlaté Moravce    | 3–0 | 2–1 |     | 1–0 |     |     |     |     | 1–0 | 2–3 |     |     |
| MŠK Žilina            | 0–0 |     |     |     | 2–0 |     | 0–1 | 0–3 |     | 2–1 | 1–0 |     |

Forrás: Szlovák Labdarúgó-szövetség (szlovákul) 
1A hazai csapatok a bal oldali oszlopban szerepelnek.
Színek: Zöld = hazai győzelem; Sárga = döntetlen; Piros = vendéggyőzelem.
 

## A góllövőlista élmezőnye
Forrás: Szlovák Labdarúgó-szövetség (szlovákul) és Soccerway (angolul).
22 gólos
- Filip Šebo (Slovan Bratislava)

18 gólos
- Ondřej Smetana (FK Senica)

11 gólos
- Tomáš Majtán (MŠK Žilina)

10 gólos
- Tomáš Oravec (MŠK Žilina)
- Koro Issa Ahmed Koné (Spartak Trnava)
- Jaroslav Diviš (FK Senica)

9 gólos
- Róbert Rák (FC Nitra)

8 gólos
- Marko Milinković (MFK Košice: 5 / Slovan Bratislava: 3)
- Róbert Pich (Dukla Banská Bystrica: 7 / MŠK Žilina: 1)

## Nemzetközikupa-szereplés

### Eredmények
| Csapat                | Kupa            | Forduló         | Ellenfél               | 1. mérk. | 2. mérk. | Össz. |
| --------------------- | --------------- | --------------- | ---------------------- | -------- | -------- | ----- |
| MŠK Žilina            | Bajnokok Ligája | 2. selejtezőkör | Birkirkara FC          | 0–1      | 3–0      | 3–1   |
| MŠK Žilina            | Bajnokok Ligája | 3. selejtezőkör | Liteksz Lovecs         | 1–1      | 3–1      | 4–2   |
| MŠK Žilina            | Bajnokok Ligája | Rájátszás       | Sparta Praha           | 2–0      | 1–0      | 3–0   |
| MŠK Žilina            | Bajnokok Ligája | Csoportkör      | Chelsea                | 1–4      | 1–4      | 1–4   |
| MŠK Žilina            | Bajnokok Ligája | Csoportkör      | Szpartak Moszkva       | 0–3      | 0–3      | 0–3   |
| MŠK Žilina            | Bajnokok Ligája | Csoportkör      | Olympique de Marseille | 0–1      | 0–1      | 0–1   |
| MŠK Žilina            | Bajnokok Ligája | Csoportkör      | Olympique de Marseille | 0–7      | 0–7      | 0–7   |
| MŠK Žilina            | Bajnokok Ligája | Csoportkör      | Chelsea                | 1–2      | 1–2      | 1–2   |
| MŠK Žilina            | Bajnokok Ligája | Csoportkör      | Szpartak Moszkva       | 1–2      | 1–2      | 1–2   |
| Slovan Bratislava     | Európa-liga     | 3. selejtezőkör | Crvena zvezda          | 2–1      | 1–1      | 3–2   |
| Slovan Bratislava     | Európa-liga     | Rájátszás       | VfB Stuttgart          | 0–1      | 2–2      | 2–3   |
| Dukla Banská Bystrica | Európa-liga     | 2. selejtezőkör | SZK Zesztaponi         | 0–3      | 1–0      | 1–3   |
| FC Nitra              | Európa-liga     | 1. selejtezőkör | Győri ETO              | 2–2      | 1–3      | 3–5   |

Megjegyzés: Az eredmények minden esetben a szlovák labdarúgócsapatok szemszögéből értendőek, a dőlten írt mérkőzéseket pályaválasztóként játszották.

### UEFA-együttható
A nemzeti labdarúgó-bajnokságok UEFA-együtthatóját a szlovák csapatok Bajnokok Ligája-, és Európa-liga-eredményeiből számítják ki. Szlovákia a 2010–11-es bajnoki évben 3,000 pontot szerzett, ezzel a 26. helyen zárt.
| Csapat                | SGY | SD | SV | GY | D | V | Bónusz | Pont   | Átlag |
| --------------------- | --- | -- | -- | -- | - | - | ------ | ------ | ----- |
| MŠK Žilina            | 4   | 1  | 1  | 0  | 0 | 6 | 4,000  | 8,500  |       |
| Slovan Bratislava     | 1   | 2  | 2  | 0  | 0 | 0 | 0,000  | 2,000  |       |
| Dukla Banská Bystrica | 1   | 0  | 1  | 0  | 0 | 0 | 0,000  | 1,000  |       |
| FC Nitra              | 0   | 1  | 1  | 0  | 0 | 0 | 0,000  | 0,500  |       |
| Összesen              | 6   | 4  | 4  | 0  | 0 | 6 | 4,000  | 12,000 | 3,000 |

## Külső hivatkozások
- A bajnokság honlapja (Szlovák labdarúgó-szövetség) (szlovákul)
- Eredmények és tabella az rsssf.com-on (angolul)
- Eredmények és tabella a Soccerwayen (angolul)